# Honda Z
La Honda Z600 est une automobile, catégorie des keijidōsha, produite par le constructeur automobile japonais Honda entre 1970 et 1974 Le modèle export porte le nom de Z600 en référence à la cylindrée du moteur de 598 cm3.